# Cryptochironomus pygmaeus
Cryptochironomus pygmaeus är en tvåvingeart som först beskrevs av Jean-Jacques Kieffer 1923.  Cryptochironomus pygmaeus ingår i släktet Cryptochironomus och familjen fjädermyggor. Inga underarter finns listade i Catalogue of Life.